# Numero rifattorizzabile
In teoria dei numeri, un numero rifattorizzabile o numero tau è un intero divisibile per il numero dei suoi divisori, ovvero un numero {\displaystyle n} tale che {\displaystyle \tau (n)|n} (dove {\displaystyle \tau } è la funzione dei divisori). I primi numeri rifattorizzabili sono: 1, 2, 8, 9, 12, 18, 24, 36, 40, 56, 60, 72, 80, 84, 88 e 96. Ad esempio, il numero 60 ha 12 divisori ed è divisibile per 12.

## Proprietà matematiche
- Esistono infiniti numeri rifattorizzabili, sia pari sia dispari.
- Se un numero {\displaystyle n} dispari è rifattorizzabile, lo è anche {\displaystyle 2n}.
- I numeri rifattorizzabili hanno una densità asintotica uguale a zero[2].
- Tre numeri interi consecutivi non possono essere tutti rifattorizzabili[3].
- Nessun numero rifattorizzabile può essere anche un numero perfetto.
- L'equazione MCD{\displaystyle (n,x)=\tau (n)} è determinata solo se {\displaystyle n} è rifattorizzabile.

Ci sono alcuni problemi irrisolti riguardanti i numeri rifattorizzabili. La congettura di Colton afferma che per ogni numero intero {\displaystyle n} il numero di numeri rifattorizzabili minori o uguali a {\displaystyle n} è almeno la metà della quantità di numeri primi minori o uguali a {\displaystyle n}. Zelinsky ha inoltre congetturato che se esiste un numero rifattorizzabile {\displaystyle n_{0}\equiv a\mod m}, allora deve necessariamente esistere un {\displaystyle n>n_{0}} tale {\displaystyle n} è rifattorizzabile e {\displaystyle n\equiv a\mod m}.

## Storia
I numeri rifattorizzabili furono definiti per la prima volta dai matematici Curtis Cooper e Robert E. Kennedy che dimostrarono che questo insieme ha densità asintotica nulla. Successivamente furono riscoperti dall'informatico Simon Colton, usando un software di sua invenzione, che inventa ed esamina definizioni relative a varie aree della matematica, come la teoria dei numeri e la teoria dei grafi. È stata una delle prime volte in cui una nuova idea matematica veniva scoperta autonomamente da un computer. Fu Colton a chiamare questi numeri "rifattorizzabili". Colton ha dimostrato che esistono infiniti numeri rifattorizzabili, oltre a diversi teoremi relativi alla loro distribuzione.